# Jacques Doriot
Pour les articles homonymes, voir Doriot (homonymie).
Jacques Doriot, né le 26 septembre 1898 à Bresles (Oise) et mort  le 22 février 1945 à Mengen (Wurtemberg, Allemagne), est un homme politique et journaliste français et, sous l'Occupation, une figure majeure de la collaboration.
En 1936, après son exclusion du Parti communiste, il fonde le Parti populaire français (PPF) et reprend le journal La Liberté, qui prend position contre le Front populaire.
Durant la Seconde Guerre mondiale, Doriot est un partisan radical de la collaboration et contribue à la création de la Légion des volontaires français contre le bolchevisme (LVF). Il combat personnellement sous l'uniforme allemand sur le front de l’Est, avec le grade de lieutenant.
À la Libération, en 1944, il se réfugie en Allemagne et tente de mettre en place un « Comité de libération française ». Il meurt lors du mitraillage de sa voiture par deux avions en maraude. Les circonstances de sa mort sont l'objet de controverses. Selon certaines thèses, il aurait été victime de divergences entre les nazis, mais les historiens penchent plutôt pour l'action d'avions alliés.

## Jeunesse
Jacques Maurice Doriot est né le 26 septembre 1898 à Bresles (Oise). Il appartient à une famille ouvrière : son père, Georges Octave, est forgeron et sa mère, Augustine Diéraert, couturière. Il fréquente, durant son jeune âge, l'école Somasco de Creil, où l'un de ses enseignants est le Guadeloupéen Gratien Candace avec qui il échange quelques passes d'armes à la Chambre dans les années 1920. Il commence à travailler dès l'âge de quinze ans dans une usine puis trouve un emploi dans une laiterie voisine. En 1915, à l'âge de 17 ans, il s'installe à Saint-Denis et travaille dans plusieurs usines comme ouvrier métallurgiste. En 1916, il s'inscrit à la section locale des Jeunesses socialistes, lesquelles partagent les idées pacifistes de la minorité de la SFIO. Il vit dans un milieu ouvrier lors de la guerre.
Jacques Doriot épouse le 20 décembre 1924 à Frépillon (Seine-et-Oise) Madeleine Claire Raffinot (17 novembre 1896, Paris 4e - 3 août 1982 Paris 15e), fille d'Adolphe, instituteur et d'Héléne Gabrielle Thénard. Le couple a deux filles, Jacqueline (23 avril 1929-20 janvier 2021), épouse de Jean-François d'Hervilly, et Madeleine (23 avril 1929-10 mars 2010), connue sous le nom de Madeleine Marion, pensionnaire de la Comédie-Française, chevalier de la Légion d'honneur, chevalier de l'Ordre national du Mérite.
Il aura aussi un enfant avec sa maîtresse Ginette Garcia, née Dezouche, sa secrétaire qui l'accompagna en exil comme sa famille.

### La guerre
En avril 1917, il est mobilisé. En 1918, son unité est décimée au Chemin des Dames. Il est décoré de la Croix de guerre pour avoir ramené des lignes ennemies un camarade blessé, mais il est également condamné à un mois de prison pour indiscipline. Son unité part ensuite à l'Armée d'Orient, ce qui explique sa démobilisation tardive en 1920.

## Années communistes

### Ascension

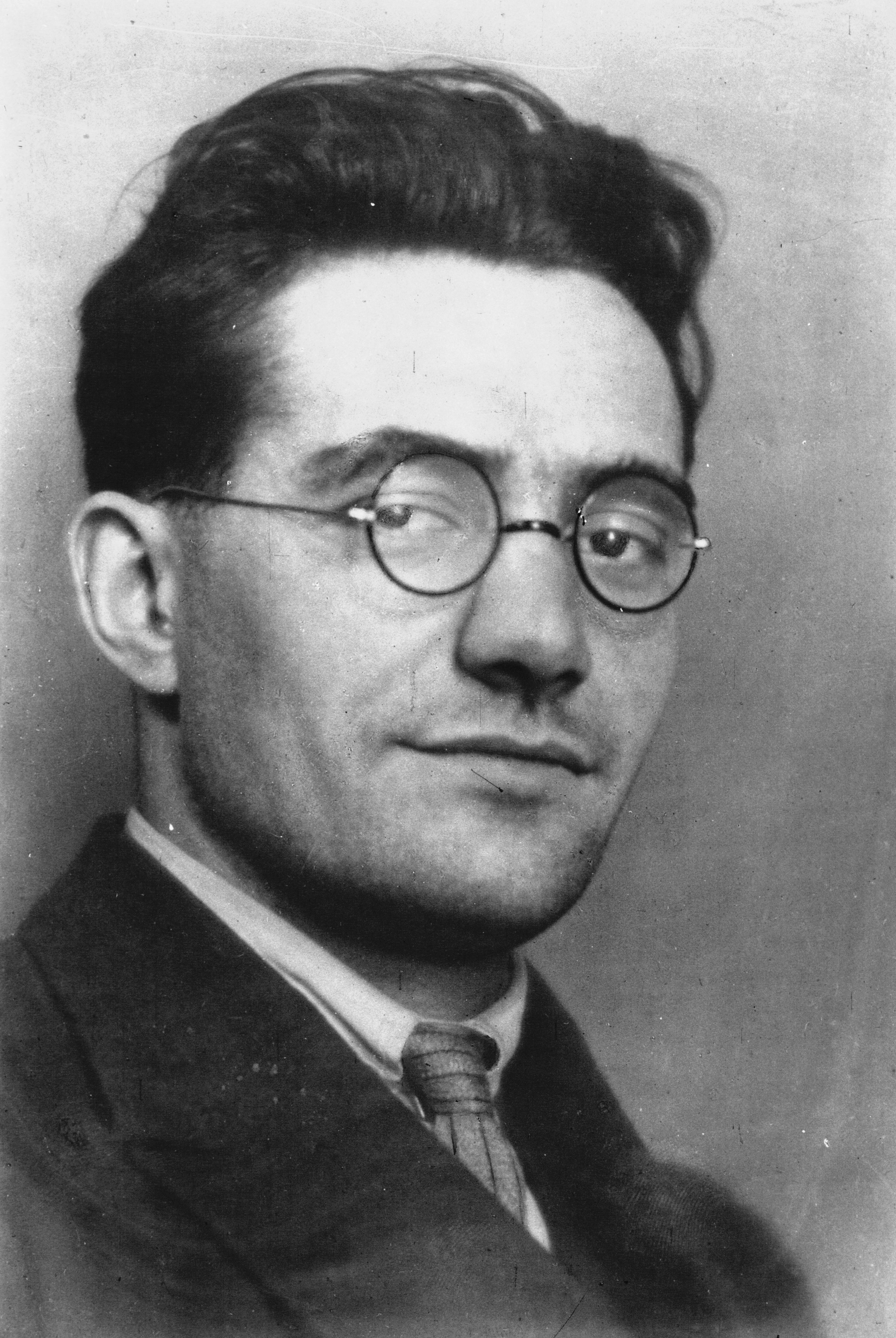
Jacques Doriot en 1927.

Il revient à Saint-Denis en 1920 et rejoint le camp des partisans de la Troisième Internationale au sein de la SFIO. En automne, les Jeunesses socialistes se rattachent à l'Internationale des jeunes communistes, et Doriot est élu suppléant au Comité national. Marqué par la guerre, sans attaches familiales, Doriot devient un révolutionnaire professionnel.
De 1921 à 1922, il représente les Jeunesses communistes françaises à Moscou, auprès de l'Internationale Communiste des Jeunes. Durant son séjour en Union soviétique, il apprend l'agitation et rédige des textes de propagande. Il voyage beaucoup, prend la parole à de nombreuses réunions politiques et fait la connaissance de Lénine à qui il voue une grande admiration.
Après son retour en France, il est placé en 1923 à la tête des Jeunesses communistes. Sous sa direction elles deviennent un instrument de bolchevisation du Parti communiste (PC), qui avait toujours été fortement marqué par le modèle socialiste. Il joue aussi un rôle clé dans le noyautage communiste de la Fédération sportive du travail, qui opte pour l'adhésion à l'Internationale rouge des sports, dont Doriot est plus tard président (1930-1934). En 1923, Doriot, qui a alors 25 ans, est condamné à un an de prison pour avoir rédigé une série d'articles contre la guerre du Rif et appelant les soldats à désobéir. Il publie ainsi, en 1924, L'armée et la défense du capitalisme, et  appelle les soldats français à fraterniser avec l'« ennemi ».
Il est libéré peu avant l'échéance de sa peine grâce à son élection au poste de député de Saint-Denis. En 1925, les effectifs des Jeunesses communistes atteignent le point le plus haut des années 1920.
Élément prometteur, Doriot jouit alors d'une grande popularité dans le Parti. Sa carrière politique prend son essor : il devient membre du Bureau politique en 1924. Ambitieux, Doriot espère atteindre des postes de direction, mais l'Internationale ne lui attribue pas la position qu'il recherche. Il se replie alors sur le parti français dans lequel il est très influent et très apprécié, et où il commence à se détacher de la direction de l'Internationale. Du militant bolchevique « idéaliste et désintéressé » qu'il était, il se mue progressivement en « un homme d'appareil pragmatique et calculateur », observe l'historien Jean-Paul Brunet. Ses relations avec le groupe dirigeant sont tendues, et il doit faire face à un rival, le secrétaire général Maurice Thorez.

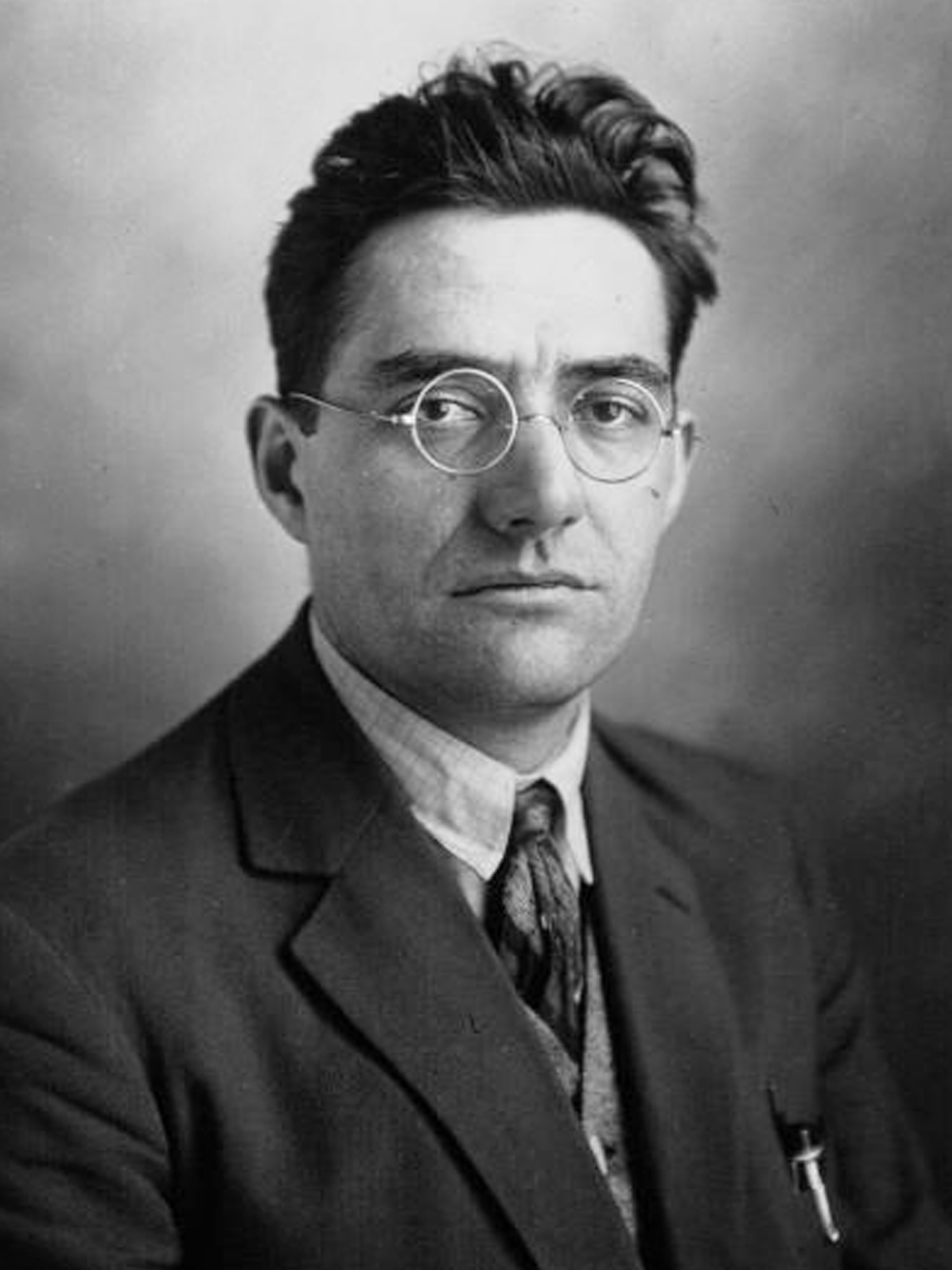
Jacques Doriot en 1929.

En raison de graves irrégularités constatées dans la gestion municipale de Saint-Denis, le maire Gaston Venet et deux adjoints, Delhomme et Marcel Marschall, sont révoqués par un décret du ministre de l’Intérieur le 19 janvier 1931. La direction nationale du Parti donne son feu vert à une succession par Doriot, qui est élu maire par le conseil municipal de Saint-Denis le 1er février 1931. La ville, en plus d'être un bastion du PC, devient son fief personnel.
Des dirigeants communistes français, Doriot est l'un des plus avertis sur les questions internationales : porte-parole du parti, il dénonce le traité de Versailles et l'impérialisme français, et proclame le droit des peuples à l'autodétermination, y compris pour l'Alsace-Lorraine.
Au début des années 1930, il entretient d’excellentes relations avec Bernard Lecache et la LICA (Ligue internationale contre l'antisémitisme, devenue LICRA) alors qu'elles ne le sont pas avec le reste du parti. Ainsi, en 1931, pour illustrer les appuis dont elle dispose dans le monde politique, la LICA cite le cas de Doriot. Toujours en 1931, en opposition à Paul Ramadier, qui suggérait de stopper l’immigration et d'introduire des quotas dans les entreprises discriminant les étrangers, il dénonce des « mesures xénophobes » et une « politique nationaliste qui a pour but de diviser les ouvriers en face du capital ».
Doriot a l'occasion d'aller en Allemagne pour apporter au Parti communiste d'Allemagne le soutien du PC et observe le succès foudroyant du Parti nazi. Entre 1932 et 1934, le PC perd en influence. Cependant, aux élections législatives de 1932, alors que le parti subit un recul important, Doriot obtient une victoire franche et est le seul candidat communiste élu au premier tour.
Il profite de ce succès pour se rendre à Moscou et dresser un bilan sévère de l'état du Parti. Il met alors en valeur sa réussite personnelle afin d'obtenir la direction de toute la région parisienne, qui représente le tiers des effectifs du PC, mais le Komintern ne lui donne pas satisfaction, les dirigeants soviétiques le trouvant peu fiable et probablement guidé par des ambitions personnelles. Doriot veut rester dans le mouvement communiste et gagner la direction du Parti, mais pour cela il dépend de l'Internationale. Il fait donc marque d'allégeance envers celle-ci, cherche à gagner ses faveurs, mais ne peut réfréner les marques d'affirmation de son indépendance. Comme il refuse de n'être qu'un pion de Moscou et cherche plutôt un statut de partenaire, les relations sont tendues avec le pouvoir stalinien. À cela s'ajoutent l'établissement de la dictature hitlérienne et l'écrasement du Parti communiste d'Allemagne qui représente pour l'Internationale la plus grosse défaite de son histoire.
Au sein du PCF, voyant ses ambitions frustrées, il se sent à l'étroit, et sa volonté de donner au parti une orientation nouvelle alimente les inimitiés.

### Divergences avec le Komintern
Dès 1928, alors que le Komintern impose aux partis communistes la nouvelle ligne, qui non seulement refuse toute coopération avec les partis sociaux-démocrates, mais encore les combat, Doriot et quelques autres dirigeants communistes expriment leurs réticences à l'égard de la tactique de « classe contre classe ».
En 1933, des pourparlers s'engagent entre socialistes et communistes en vue de l'organisation de débats publics sur le thème de l'unité ouvrière, mais ces pourparlers sont rompus. Doriot, partisan de la création d'un front commun, désapprouve cette rupture. En fait, Doriot veut exploiter l'affaiblissement de la SFIO, qui vient d'exclure son aile droite néo-socialiste et son aile d'extrême gauche, l'Action socialiste. Son but est de rapprocher les deux partis pour que le communisme retrouve de l'influence[réf. nécessaire].
L'Internationale rejette sa proposition, qu'elle présente comme opportuniste. Dans cette proposition, Doriot insiste pour changer de tactique en démontrant les avantages qui pourraient en découler : les propositions de front unique qu'il s'agit d'envoyer à la direction socialiste permettraient d'élargir la scission de la droite et de rallier au Parti communiste le groupe de l'Action socialiste. Surtout, le rapprochement avec la SFIO permettrait au Parti communiste de prendre la tête d'un mouvement de masse antifasciste. Mais l'Internationale continue de rejeter cette proposition, et Thorez rappelle que la SFIO, parti bourgeois, est un adversaire.
Doriot est exaspéré par la rigidité du Komintern. Choqué par les émeutes d'extrême droite du 6 février 1934, il s'éloigne de la direction du PC en militant pour l'union des gauches, notamment celle avec la SFIO. Comme de nombreux hommes de gauche, Doriot perçoit que la division entre les socialistes et les communistes en Allemagne a joué en faveur de Hitler, et il veut éviter de répéter la même erreur en France[réf. nécessaire].
Toutefois, cet appel visant à changer de ligne de conduite est considéré par Thorez et le Komintern comme un manquement à la discipline du parti. Thorez utilise alors l'Humanité contre la réputation de Doriot et sa position, présentée de façon tendancieuse. Doriot réagit le 8 février 1934 et profite de la réaction de la gauche vis-à-vis des émeutes du 6 février pour négocier avec les responsables de la SFIO à Saint-Denis, sans tenir compte des consignes du PC. Il crée ainsi un « Comité de défense antifasciste » avec des membres de la SFIO, du Parti radical et des radicaux-socialistes.
En réaction, Thorez organise une réunion des responsables communistes de Paris pour faire rentrer Doriot dans le rang. C'est l'occasion d'un vote sur la remise en cause de la politique du parti, où une majorité de délégués se prononcent en faveur de la ligne de conduite officielle. Ainsi désavoué, Doriot démissionne de sa fonction de député-maire de Saint-Denis. Le 11 avril, il rédige une lettre au Komintern pour exposer à nouveau sa volonté d'unir socialistes et communistes contre le fascisme. Il va même plus loin en présentant un projet alternatif, qui laisse de côté la révolution du prolétariat et vise à atteindre le pouvoir grâce à une politique fondée sur la collaboration des classes. L'Internationale convoque alors Doriot à Moscou, mais ce dernier refuse de s'y rendre. Le 19 mai 1934, L'Humanité l'accuse de préparer une scission sous couvert de « front unique ».
Le 27 juillet 1934, sous la pression des événements, l'Internationale adopte la politique d'alliance avec la gauche. Maurice Thorez, de retour de Moscou, abandonne la ligne « classe contre classe » et prononce le 26 juin devant la conférence nationale du parti un discours affirmant la nécessité de conclure « à tout prix » un accord avec la SFIO afin d'« arracher les classes moyennes à la démagogie du fascisme ». Mais le refus de Doriot d'aller à Moscou, ses désobéissances et ses ambitions personnelles de direction du PC ne sont plus tolérées. Accusé de dissimuler ses ambitions personnelles et sa volonté de scinder le parti derrière un débat politique, Doriot est exclu du parti,, sur proposition de Thorez, par une motion adoptée à l'unanimité.
Pendant ce temps, les élections municipales partielles de mai 1934 voient Ludovic Barthélémy, grand adversaire du Doriot du début des années 1930 et membre du Redressement français d'Ernest Mercier, soutenir discrètement Doriot contre le PC en appelant à s'abstenir. Aux municipales de mai 1935, Barthélémy décide, avec la plupart de ses anciens colistiers, de ne pas se présenter du tout, conduisant à une liste de droite « constituée pour la forme » qui n'obtient qu'un peu plus de 15 % des voix contre environ 30 % des suffrages que la droite aurait pu obtenir. Ce soutien discret de la droite se maintient aux législatives de 1936, lorsque le Journal de Saint-Denis appelle à faire barrage au Front populaire et à « voter contre les candidats de Moscou », appel implicite à voter Doriot.
Cette exclusion provoque un déchirement chez Doriot mais surtout une grande colère et une soif de vengeance contre la direction du parti. Encore acteur du jeu politique, il craint de se faire évincer par l'union en cours de formation entre les deux grands partis ouvriers. En réaction, Doriot décide de surenchérir dans l'unité ouvrière ; le 5 juillet 1934 il lance le mot d'ordre « une seule classe, une seule CGT, un seul parti ». Pour diffuser son point de vue, il utilise son journal L'Émancipation nationale et cherche à constituer un parti de synthèse, refusant toute fusion dans un parti existant. Pour lui, la division des mouvements ouvriers est la cause majeure de la défaite face au fascisme, et il cherche la solution dans une structure neuve dont lui-même prendrait la tête. Cependant, Doriot ne réussit pas à concrétiser la percée qu'il espérait, et demeure un élément isolé au sein de l'extrême gauche française. Sa politique de lutte contre le communisme devient de plus en plus nette et s'accompagne d'une promotion de la paix, thème qui passe alors au premier plan de sa propagande. Dans la foulée, il affirme une volonté d'entente avec l'Allemagne nazie.
Cette campagne pacifiste marque un tournant dans la vie politique de Doriot. Par là, il abandonne la lutte au profit de la conciliation et annonce un combat ouvert contre le PC. Cette politique marque aussi l'échec de l'unité ouvrière qu'il affirmait rechercher jusqu'alors. Doriot est donc dans une position fragile, sa seule véritable motivation étant sa revanche personnelle. En 1935, il est toujours un homme politique de gauche. Aux élections sénatoriales d'octobre, en rayant les noms des candidats du PC de la liste d’union de la gauche conduite dans le département de la Seine par Marcel Cachin, Doriot et ses alliés contribuent à l’élection de Pierre Laval.
Les élections de 1936 confirment sa situation précaire et sa perte d'influence. Peu après ces élections, Gabriel Le Roy Ladurie, président de la banque Worms, prend contact avec lui. Il représente les grandes entreprises qui voudraient détruire l'assise du Front populaire, et demande à Doriot de former un parti politique pour l'aider dans cette manœuvre[réf. nécessaire].

## Dirigeant du Parti populaire français

### Création du parti et montée en puissance (1936-1937)

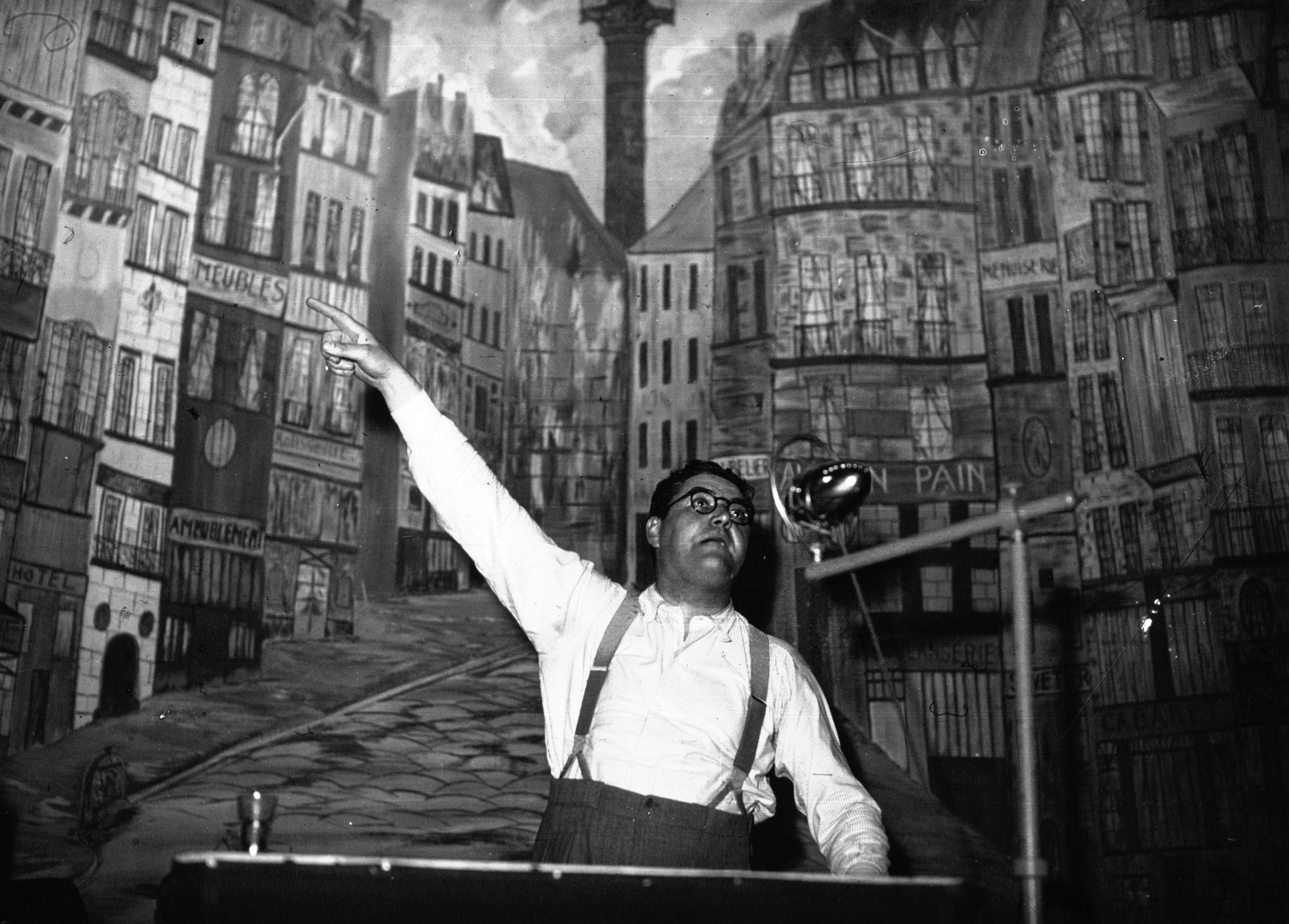
Jacques Doriot à la tribune lors de la première réunion du Parti populaire français au théâtre municipal de Saint-Denis en 1936.

La plupart des historiens sont d'accord pour considérer que le Parti populaire français représente l'une des formes les plus proches du type fasciste qui aient existé en France,, le francisme étant le seul parti se réclamant du fascisme et le seul considéré comme tel par l'Italie fasciste et Benito Mussolini ; d'autres historiens, allant plus loin, estiment qu'on peut qualifier le PPF de véritable parti fasciste, minorant ainsi le pacifisme revendiqué qui l'anime et qui le distingue tant du fascisme que du nazisme, tous deux mouvements ouvertement militaristes et expansionnistes.
À l'origine, ni dans la conception de son fondateur, ni dans la réalité, le Parti populaire français (PPF) n'est un parti fasciste. Il apparaît initialement plutôt comme rival du Parti communiste. Doriot présente un programme anticommuniste. Il faut lutter « contre les deux cents familles capitalistes et contre l'état-major communiste, parfois complices contre le pays », affirme-t-il. Outre l'anticommunisme, le PPF se caractérise par un nationalisme vaguement antiparlementaire, et affirme rejeter le fascisme et l’antisémitisme. Il défend d'autre part l’empire colonial français et la collaboration des classes. Soutenu financièrement, par des banques d’affaires d’outre-mer et par le Comité des forges, puissante organisation patronale de la sidérurgie, le parti est sociologiquement très hétéroclite, comprenant d’anciens ouvriers, des grands bourgeois et des aristocrates.
Le PPF est à ses débuts considéré avec bienveillance par la presse conservatrice, dont notamment L'Écho de Paris et Le Temps, qui perçoivent avant tout son anticommunisme. Au contraire, l’extrême droite antisémite lui est encore hostile.
Sa fondation a lieu en juin 1936, juste après la vague de grèves du mouvement ouvrier, que Doriot, d'ailleurs, ne condamne pas : les 27 et 28 juin, Doriot présente le PPF à quelques centaines de personnes. Ce parti se définit comme un mouvement de rassemblement national visant à regrouper tous les Français sauf les dirigeants communistes pour assurer au pays la paix et l'indépendance. Dans cette logique, Doriot ne s'affirme pas opposé au Front populaire.
Le programme du nouveau parti est très vague, notamment sur le plan des institutions. Le mouvement social de juin 1936 provoque une peur de la gauche dans la bourgeoisie traditionnelle. Ce sentiment constitue un tremplin pour le PPF qui reçoit également l'appui de certains journaux de droite, le ralliement d'hommes d'extrême droite et le soutien matériel d'une partie du patronat.
Doriot, pour continuer à bénéficier de ces appuis, modifie le programme du parti : il met en avant la lutte contre le communisme dans son programme politique et fait passer au second plan la lutte contre le conservatisme et le grand capital. Cependant, visant avant tout à un rassemblement national, il ne laisse pas encore son parti glisser indéfiniment à droite.
Ainsi, durant la première année d'existence du PPF, il garde une ligne assez souple et modérée, qui privilégie l'isolement du Parti communiste et la volonté de se rapprocher du pouvoir. Le désir de revanche de Doriot sur le parti qui l'a exclu se ressent donc toujours fortement sur sa ligne de conduite.
Quant aux relations avec les socialistes, elles restent mesurées. En juillet 1936, Doriot affirme clairement son objectif : il désire accéder au pouvoir pour procéder à une révolution nationale. Le parti est présenté comme d'un type nouveau, à la fois populaire, national et social.
On peut toutefois légitimement se poser la question des éléments de nature fasciste présents dans l'organisation du PPF. Il faut d'abord noter que si le parti refuse de se doter d'une organisation paramilitaire, c'est uniquement pour ne pas braquer l'opinion publique en imitant les ligues ou les partis fascistes. Il y entre pourtant des rituels et une symbolique fortement inspirés des mouvements fascistes : le salut quasi similaire au salut romain (repris par les fascistes et les nazis), le cri « En avant, Jacques Doriot », l'existence d'un insigne, d'un drapeau, d'un hymne et surtout d'un serment de fidélité, le culte des « martyrs » du parti, une chemise bleue pour le Service d'Ordre à partir de 1938.
Le premier congrès du PPF, qui se tient en novembre 1936, illustre ce que le parti prétend être : un parti de rassemblement national et un parti populaire. Le comité central est partagé également entre des hommes venus de gauche, majoritairement des transfuges communistes, et des hommes de droite, des Volontaires nationaux mais aussi des Jeunesses patriotes et des hommes de l'Action française.
Concernant la politique extérieure, le pacifisme reste dès le début un des points principaux de la politique du PPF : dans ses discours, Doriot rappelle son passé d'ancien combattant et les horreurs de la guerre de 14-18. Le parti appuie les désirs de paix des Français et désigne le Parti communiste comme un parti de la guerre. Doriot soutient dans sa propagande que la paix est la seule chose qui puisse faire retrouver à la France « son dynamisme, sa force, son prestige ». Il met également en avant la réussite du PPF comme la seule solution de paix qui reste à la France.

### Évolution fasciste (1937-1938)

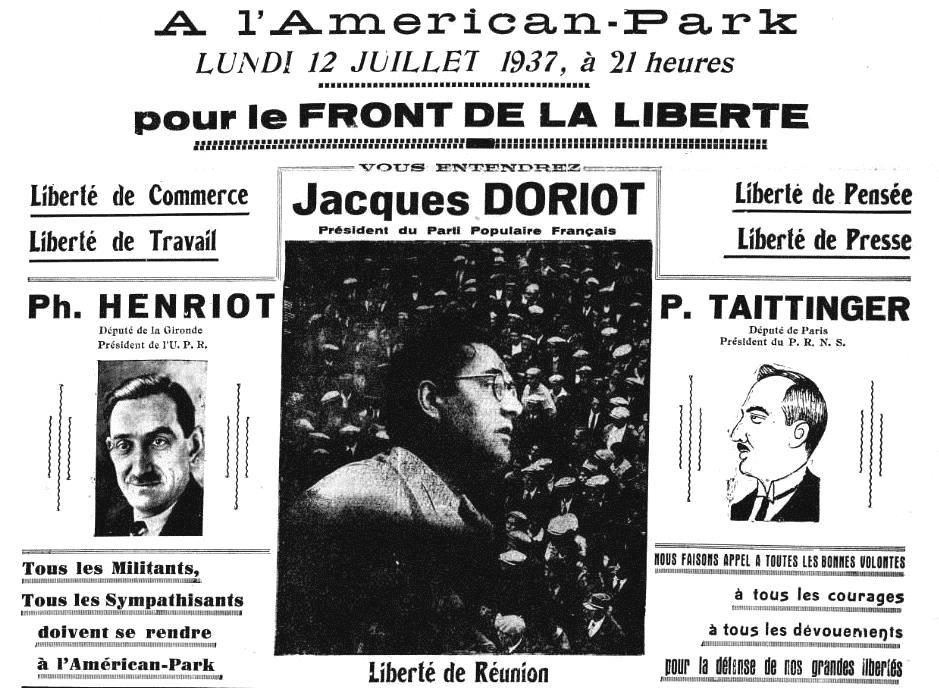
Annonce d'un rassemblement politique du Front de la liberté à Bordeaux, avec Philippe Henriot (UPR), Jacques Doriot (PPF) et Pierre Taittinger (PRNS), qui avait participé aux émeutes du 6 février 1934.

Au tournant de 1937, Doriot élabore une nouvelle tactique, faisant nettement glisser le parti vers la droite. Se posant en défenseur des libertés menacées par les communistes, prétendument aidés par les socialistes, il les accuse d'empêcher l'exercice des droits d'expression et de réunion et lance la formule du « Front de la liberté », pour appeler à un rassemblement des droites. Ce front obtient l'adhésion de la Fédération républicaine, grand parti de la droite conservatrice, représenté notamment par Xavier Vallat, ainsi que d'autres partis plus petits, comme le Parti franciste, le Parti républicain national et social (ex-Jeunesses patriotes) de Pierre Taittinger ou le Centre de propagande des républicains nationaux d'Henri de Kérillis. Machine de guerre contre la gauche, mais aussi contre le Parti social français du colonel de La Rocque, le Front de la liberté aboutit essentiellement, aux cantonales de 1937, à faire élire des candidats de la Fédération républicaine[réf. nécessaire], avant de s'essouffler.
Le 25 mai 1937 survient l'invalidation de la gestion de Doriot à la mairie de Saint-Denis. Une enquête administrative, diligentée par le ministre socialiste de l'Intérieur Marx Dormoy, met au jour des irrégularités conduisant à cette invalidation. Doriot démissionne alors du conseil municipal et parvient à organiser de nouvelles élections. Il subit une défaite face au communiste Fernand Grenier, ce qui marque un tournant dans l'histoire du parti. Le retour de Saint-Denis dans le giron communiste est symbolique en ce qu'il montre clairement l'échec de Doriot à rassembler autour de lui la classe ouvrière. Doriot réagit alors en abandonnant son mandat de député, le dernier lien le rattachant aux institutions.
À compter de l'échec du Front de la liberté et de ses suites, la radicalisation du parti s'accentue. Les responsables du PPF, tels que Pierre Drieu la Rochelle, Victor Arrighi ou Bertrand de Jouvenel, attendent du parti qu'il devienne l'équivalent français du Parti national-socialiste en Allemagne[réf. nécessaire]. Les doriotistes voient la nécessité de créer en France une nouvelle élite, à l'image de ce que représentent en Allemagne le Parti national-socialiste et en Union soviétique le Parti communiste.
Le PPF se transforme progressivement et tend à se rapprocher des modèles fascistes. Il prétend rester républicain mais n'exclut pas de modifier les institutions,. Cette possibilité de changer le régime dans un sens plus autoritaire attire à lui des éléments de droite radicale, y compris d'anciens militants de l'Action française, déçus par l'immobilisme de Maurras.
Concernant le Parlement, il réclame que les assemblées soient ramenées à un rôle de contrôle et laissent l'exécutif diriger le pays. Plus tard, l'« État populaire français » devrait transformer les chambres en assemblées corporatives et consultatives, où seraient représentés les grands intérêts économiques et sociaux, métropolitains et coloniaux, nationaux et régionaux. Doriot évoque les trois leviers essentiels de l'État moderne : le conseil des provinces, le conseil des corporations, le conseil de l'empire. Le conseil des corporations peut évoquer la chambre des faisceaux et des corporations créée par le fascisme en Italie. Concernant le conseil des régions, il développe l'idée que c'est dans le cadre régional que se regroupent les organisations économiques et sociales, les associations patronales et syndicales, pour lesquelles le département représente un cadre étriqué : « La région permettrait de concentrer les moyens d'action du pays, d'éviter l'éparpillement des efforts ; elle permettrait aux 25 grands commis de l'État de faire une œuvre constructive de longue haleine, où les 90 préfets, prisonniers des politiciens locaux, ne peuvent réaliser que la mise en route de petits travaux d'intérêt local » ; le conseil des provinces aurait pour tâche de « guider, coordonner, inspirer le travail de nos provinces, auprès du gouvernement ».
Le PPF entend effacer les vieux clivages et unir le pays au lieu de le diviser contre lui-même : le futur « État populaire français jettera dans un même creuset pour les fondre et les rénover, toutes nos grandes traditions : celle des rois capétiens et des Jacobins, toutes nos grandes réformes, celles de Richelieu, de Colbert, de Napoléon, de la IIIe République ; toutes nos grandes idées, celles de Saint-Simon, de Fourier, de Proudhon, de Le Play, de La Tour du Pin ; tous nos grands noms, de Jeanne d'Arc à Clemenceau ». Le PPF dépose à quelques jours d'intervalle deux couronnes, l'une au pied de la statue de Jeanne d'Arc, l'autre au mur des Fédérés.
Doriot veut voir renaître une paysannerie forte, déplore la prolétarisation de la France et présente la famille comme la cellule fondamentale de la nation. Il promeut aussi le nationalisme comme la doctrine primordiale du parti et ambitionne même de façonner un homme nouveau, qui doit avoir « le goût du risque, la confiance en soi, le sens du groupe, le goût des élans collectifs ». Doriot élabore enfin une charte du travail qui reprend le modèle mussolinien.
Jacques Doriot en vient aussi à valoriser « l’égoïsme national sacré » et insiste sur la décrépitude morale de la France. Il se positionne désormais plus ouvertement en faveur du capitalisme et explique que « le profit individuel reste le moteur de la production ».
Si la doctrine politique du PPF d'avant-guerre n'est pas spécifique du fascisme, certaines thématiques et les méthodes fascistes se sont donc clairement installées dans le parti, et d'autres indices témoignent de cette évolution : quand Doriot survole en avion le stade le jour anniversaire de la création du PPF en juin 1938, c'est une réédition de la descente de Hitler sur Nuremberg telle que Leni Riefenstahl l'avait présentée dans son film de propagande Le Triomphe de la volonté.
C'est aussi sur le plan de la xénophobie, du racisme et de l'antisémitisme que des changements surviennent, après la mort de son ami juif Alexandre Abremski en février 1938 et le départ en janvier 1939 de Bertrand de Jouvenel dont la mère était juive. Alors que les banques Rothschild, Lazard et Worms comptent jusqu'alors parmi les bailleurs de fonds initiaux du PPF, les militants commencent, lors du congrès du parti en Afrique du Nord en novembre 1938 à discuter de la « question juive », Victor Arrighi parlant de chasser les Juifs d'Afrique du Nord.
La presse doriotiste exprime enfin de manière ouverte son admiration pour les régimes fascistes, dans un contexte où les voyages en Allemagne et en Italie des doriotistes se multiplient, et la propagande devient plus dure.

### Accords de Munich et crise du PPF (1938-1940)
Le PPF et Doriot suscitent alors un grand espoir chez ses partisans. Gabriel Le Roy Ladurie réunit autour du parti une équipe d'intellectuels dont Jacques Benoist-Méchin dit par la suite : « Je n'hésite pas à affirmer qu'aucun parti politique français ne disposa jamais d'un pareil potentiel intellectuel ». De même, Pierre Pucheu écrit : « Je n'ai pas connu, dans notre génération, d'homme ayant reçu à tel point du ciel, des qualités d'homme d'État ».
En politique extérieure, le PPF compte jouer sur un pied d'égalité avec les régimes fascistes italien et allemand, mais devant leur montée en puissance, cette politique prend l'allure d'une coopération passive, puis celle d'une soumission. En effet, dès sa création, le parti met en avant son pacifisme : au printemps de 1938, Doriot organise une série de manifestations contre la guerre, en prônant une union pour le maintien de la paix. Par opportunisme, afin de se rallier à l'opinion dominante, ou/et par pacifisme, Doriot se prononce donc pour les accords de Munich, ce qui provoque des départs. Ses principaux lieutenants et intellectuels quittent le parti : Gabriel Le Roy Ladurie, Henri Barbé, Paul Marion, Victor Arrighi, Alfred Fabre-Luce, Bertrand de Jouvenel, Pierre Drieu la Rochelle, Pierre Pucheu, Yves Paringaux, Robert Loustau. « Où est ce « nationalisme intransigeant » que tu exaltais au deuxième congrès du parti ? », demande Paul Marion dans sa lettre de démission. D'autres personnalités demeurent cependant avec lui, durant quelques mois comme Bertrand de Maud'huy, ou plus longtemps comme le Marseillais Simon Sabiani, l'écrivain Ramon Fernandez ou Maurice-Yvan Sicard, le rédacteur en chef de l'organe du parti, L'Émancipation nationale.
D'après les archives italiennes, Jacques Doriot aurait été l’un des émissaires secrets du gouvernement Daladier[Lequel ?] pour négocier la reconnaissance par la France du régime de Francisco Franco en 1939.
Pour redonner de l'attraction au parti, Doriot évoque le thème nouveau d'une mission extérieure, l'exhortation à gagner quelque chose dans le monde, mais cette proposition, qui correspond à une dimension fondamentale du fascisme, apparaît inconsistante et saugrenue et surtout arrive trop tard. Doriot, dans ses discours, déplore la dénatalité, causée selon lui par le capitalisme libéral et le marxisme. Il déplore aussi dans la jeunesse une perte du respect de la foi, de l'autorité, de la famille, de la nation et de la patrie.
Ce repli vers une ligne traditionaliste peut s'expliquer par l'opportunisme et la déception de Doriot devant la régression de son mouvement. Le 3 septembre 1939, lors de la déclaration de guerre au côté de la Grande-Bretagne, Doriot est mobilisé. Il affirme que le but des Alliés doit être de supprimer la puissance allemande mais ajoute que Staline est tout autant l'ennemi qu'Hitler. Il espère que l'après-guerre verra s'installer l'ordre nouveau dont il rêve et une carte de l'Europe redessinée au détriment de l'Allemagne et de l'URSS. Gêné par le pacte germano-soviétique, qu'il voit comme une concession intolérable faite à l'URSS, il s'en prend à l'Allemagne et, lors du conseil national du 31 mars 1940, déclare qu'au traité de paix, « la France devrait réclamer la possession de la rive gauche du Rhin pour se mettre à l'abri de toute agression ultérieure ». Quand la Wehrmacht passe à l'offensive le 10 mai 1940, le PPF appelle à défendre le territoire et le sergent-chef Doriot se bat sur la Loire entre les 17 et 20 juin, sa bravoure lui permettant de recevoir la Croix de guerre, avec citation à l'ordre du corps d'armée.

### Collaborationnisme (1940-1944)
Après la défaite de la France et la signature de l'armistice en juin 1940, Doriot, dans un nouvel élan d'opportunisme, cherche à obtenir une place dans le gouvernement de Vichy. Tenu à l'écart, il se rapproche alors d'Adrien Marquet, député néo-socialiste avec qui il entretient d'excellentes relations. Marquet, devenu ministre de l'Intérieur, complote avec lui une révolution de palais qui porterait le PPF au pouvoir. Laval est averti et, le 6 septembre, Marquet est remplacé par Marcel Peyrouton, ancien franc-maçon et républicain à poigne, hostile au PPF. Il est cependant nommé membre du Conseil national instauré par Vichy. Marcel Déat, partisan de la mise en place d'un parti unique, se rapproche de Doriot, mais cette initiative reste sans suite en raison du refus du maréchal Pétain.
Jacques Doriot regagne Paris en 1940 et s'attache à remettre sur pied le PPF, désorganisé par la défaite. À la mi-octobre, il lance Le Cri du peuple, un journal qui doit servir à attirer la classe ouvrière en profitant de l'absence de L'Humanité, interdit de parution le 27 août 1939 par le gouvernement Daladier. Ses efforts de regroupement sont inefficaces, et le PPF ne se développe pas. Il y a aussi une grande méfiance de la population à l'égard des autorités d'Occupation.
Doriot crée aussi un Rassemblement pour la Révolution nationale (RNRN), composé d’anciens communistes passés au PPF ou désireux de s'en rapprocher : Marcel Gitton (ex-secrétaire du PC aux côtés du Thorez et Duclos), Jean-Marie Clamamus, Marcel Capron, André Parsal, Marcel Bront, Fernand Soupé, Albert Clément, Émile Nédélec. Mais certains vont le quitter (Clamamus, Capron, Gitton) début 1941 pour créer le Parti ouvrier et paysan français, regroupant plus spécifiquement les communistes collaborationnistes.
Progressivement, Doriot entre en relation avec les Allemands, qui lui apportent l'appui et les ressources matérielles nécessaires à sa survie politique. Cependant, les Allemands ne soutiennent pas le PPF car ils ne souhaitent pas l'émergence d'un mouvement politique puissant qui rendrait à la France sa force : le 3 août 1940, Hitler demande en effet à son ambassadeur en France, Otto Abetz, de faire en sorte que la « France reste faible » et que « tout soit entrepris pour susciter la division interne », affirmant qu'il n'y a « aucun intérêt à soutenir réellement des forces völkisch ou nationalistes en France ». Suivant les directives de Berlin, Abetz travaille donc à maintenir la division des partis collaborationnistes pour empêcher l'hégémonie d'un mouvement national et autoritaire de type fasciste ou national-socialiste, susceptible d'unifier les Français contre l'occupant.

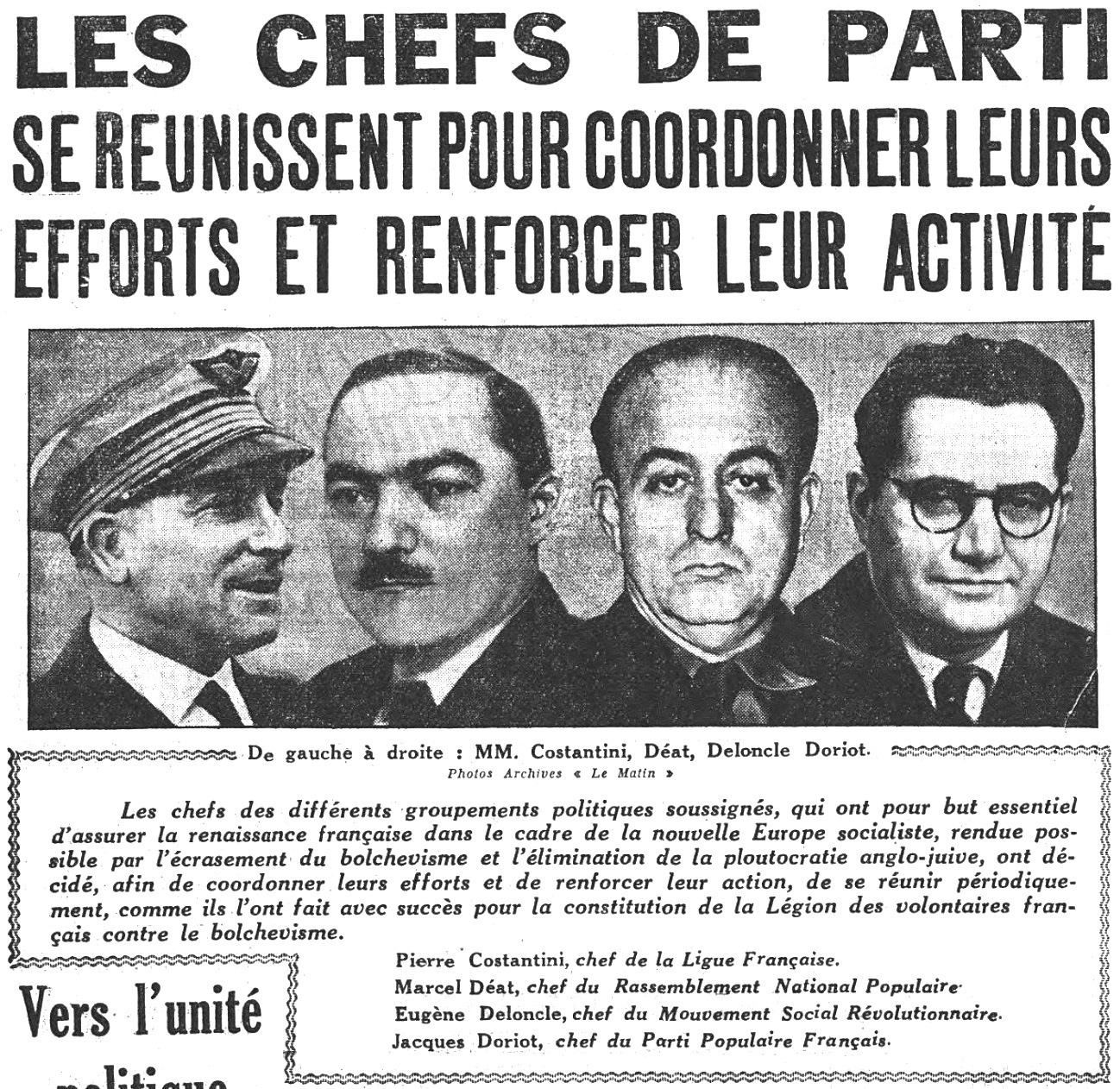
Chefs des principaux partis collaborationnistes en 1941. De gauche à droite : Costantini (Ligue française), Déat (RNP), Deloncle (MSR) et Doriot (PPF). Extrait de la une du Matin du 10 octobre 1941.

Abetz écrit ainsi en 1942 qu'il faut contrer les initiatives de Doriot, car « il pourrait finir par s'imposer et susciter une mystique nationale capable de rénover la France dans le sens national-socialiste » et soutient donc des concurrents au PPF. De plus, Abetz, en tant qu'ancien social-démocrate, se sent plus proche de Déat et du RNP où prédominent les ex-socialistes, d'autant que ces derniers sont venus à la collaboration par pacifisme et volonté d'intégration européenne alors que le PPF est soupçonné de concevoir davantage la collaboration comme une alliance entre partenaires.
Malgré le défaut de soutien de l'ambassade allemande, le PPF accentue sa position de collaboration et affiche sa confiance dans la victoire de l'Allemagne.

#### OpérationBarbarossaet création de la LVF

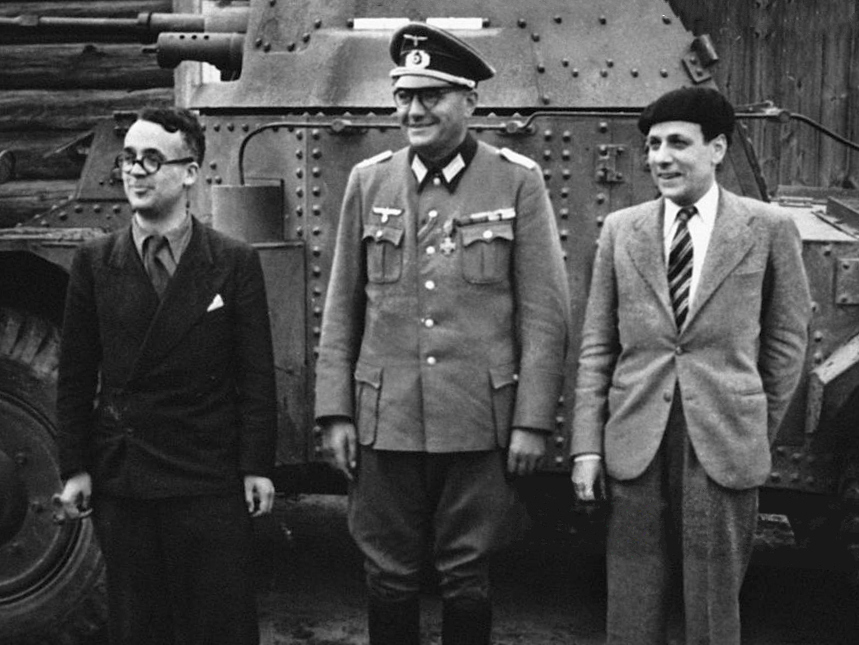
Robert Brasillach, Jacques Doriot et Claude Jeantet photographiés sur le front de l'Est (vers 1943).

L'attaque de l'Allemagne contre l'URSS le 22 juin 1941 le fait définitivement passer dans le camp allemand et le collaborationnisme, qui va au-delà de la collaboration et prône une entrée en guerre aux côtés de l'Allemagne. Le 8 juillet 1941, Doriot appuie la création de la Légion des volontaires français (LVF), sous l'uniforme allemand. Il s'engage lui-même et effectue de longs séjours (18 mois au total) sur le front de l'Est en 1943 et 1944. Il est décoré de la croix de fer. Il devient de plus en plus antisémite, sans doute pour plaire à ses contacts de la SS.
En 1942, il fait échouer la tentative de Déat de constituer un front uni des partis collaborationnistes. À la suite de rencontres en novembre 1942 entre les chefs du RNP (Déat, Albertini) et du MSR (Raymond Abellio), qui s’étaient tous connus à la SFIO, le RNP crée le Front révolutionnaire national aspirant à un rassemblement des principaux partis collaborationnistes : RNP, MSR, Parti franciste, Groupe Collaboration et Jeunes de l’Europe nouvelle, Comité d’action antibolchévique en acceptent le principe. Le PPF refuse la manœuvre, mais Déat réussit à débaucher un de ses dirigeants, Jean Fossati (secrétaire du PPF), et nomme à la tête du FRN le seul chef du RNP issu du PPF, Henri Barbé. Sans le soutien du principal parti de la collaboration, le FRN ne mène cependant à rien.

### Exil et mort (1944-1945)
Après le débarquement allié en Normandie, Doriot s'exile en Allemagne à Neustadt an der Haardt et sur l'île de Mainau, sur le lac de Constance, concédée par les autorités allemandes au PPF. Jacques Doriot est alors optimiste, son départ pour l'Allemagne revêtant pour lui un aspect tactique. En effet, selon lui, les « forces françaises » se sont exilées en Allemagne afin de se ressourcer devant l'imminence du mauvais coup des communistes qui viennent, toujours selon Doriot, de commencer leur prise de pouvoir en France. Le but de Doriot, dès son exil en Allemagne, doit être l'avènement d'un « État populaire français », exempt des vices de Vichy, où il aurait bien évidemment joué un rôle majeur. Pour lui, du résultat de cette entreprise dépend le retour de la France au rang de puissance européenne à même de discuter d'égale à égale avec l'Allemagne hitlérienne. Doriot, Déat et Fernand de Brinon rencontrent le Führer en septembre 1944 afin de mener à bien ce projet.
Cependant, aux yeux d'un Doriot plus activiste que jamais, toutes ces manœuvres manquent d'énergie, en dépit de la fuite des dirigeants collaborationnistes. Aussi annonce-t-il la création, à Constance, le 6 janvier 1945, d'un « Comité de libération française », réplique collaborationniste de l'entreprise gaulliste en Angleterre. Ce Comité doit rassembler le petit groupe des exilés de Sigmaringen et assurer le pouvoir au chef du PPF. Cependant, plusieurs dirigeants collaborateurs restent réticents, tels Déat, l'éternel rival, Darnand, le chef de la Milice française. Aussi, rendez-vous est pris avec Déat le 22 février 1945.
Ce jour-là, Doriot, un chauffeur allemand et une secrétaire du Comité prennent place dans la voiture du conseiller d'ambassade Struve, le véhicule personnel de Doriot étant en panne. À une quinzaine de kilomètres de Mengen, à Menningen, dans l'actuelle commune de Meßkirch, la voiture est mitraillée par un avion. Doriot, blessé, tente de quitter le véhicule, mais une rafale le frappe mortellement lors d'un second passage du chasseur. Prévenus par la secrétaire demeurée miraculeusement indemne, Déat et le fidèle lieutenant de Doriot, Marcel Marshall, arrivent sur les lieux et ne peuvent que constater le décès. Henry Rousso précise que « la thèse couramment admise est celle d'un mitraillage fortuit par des avions alliés ».
Doriot est inhumé au cimetière de Mengen. En 1961, des soldats d'occupation, découvrant sa tombe, la piétinent et la souillent. Peu après, une ordonnance de l'armée française interdit de l'entretenir, puis elle finit par tomber dans l'oubli.
Cependant, Victor Barthélemy et Marcel Marshall ont continué jusqu'à leur disparition à organiser tous les 22 février une cérémonie à la mémoire de celui qui fut leur chef.

#### Thèse de l'assassinat par les Allemands

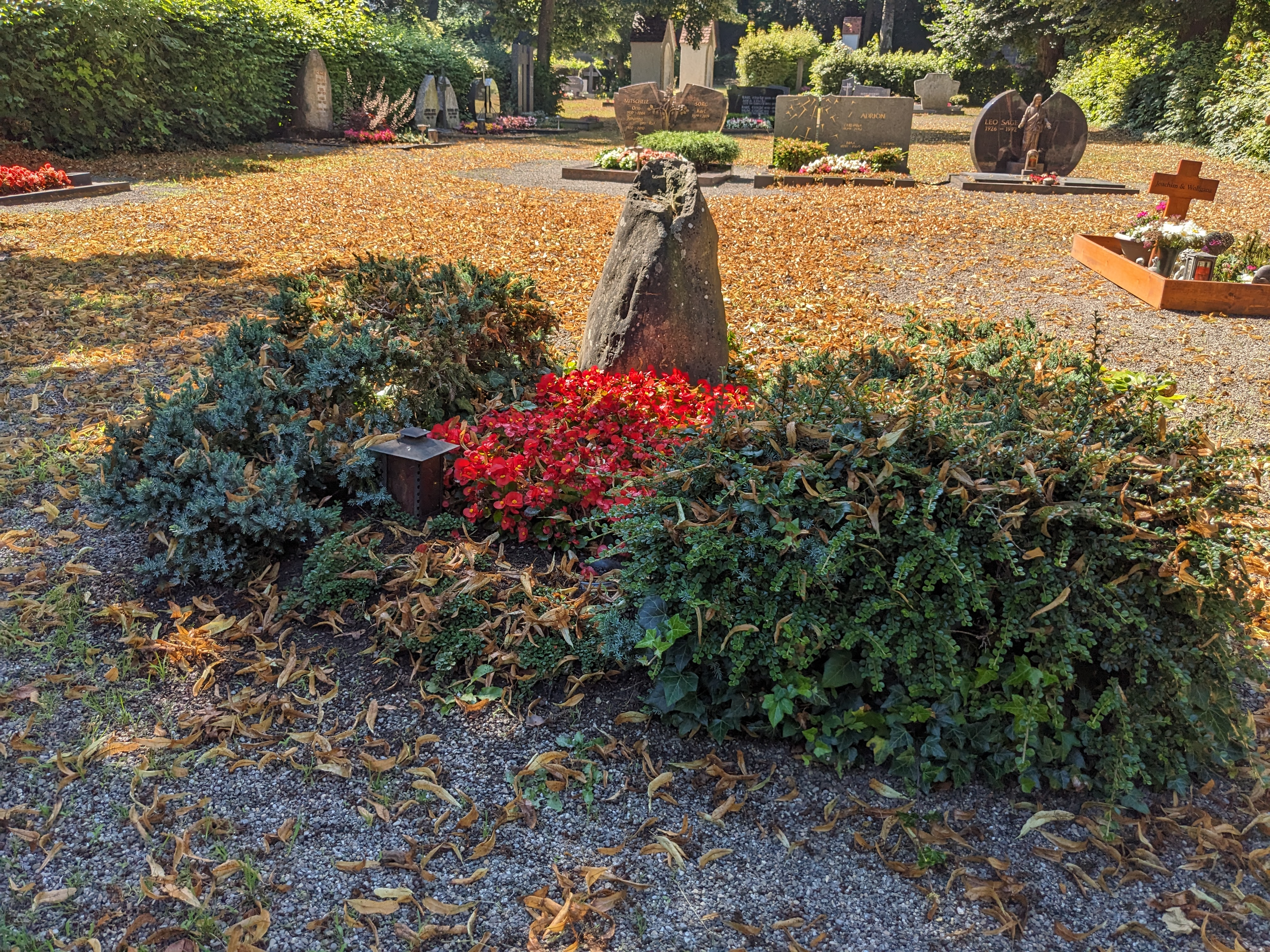
Tombe de Jacques Doriot à Mengen.

De nombreuses rumeurs ont entretenu le mythe d'un assassinat de Doriot, relayé par André Brissaud dans son ouvrage Pétain à Sigmaringen (1966), qui accorde du crédit à la thèse d'un mitraillage non par des avions alliés mais par des avions allemands. Il reprenait les théories de l'écrivain et collaborateur de Doriot, Maurice Yvan-Sicard et de Marie Chaix, la fille d'Albert Beugras, un responsable du PPF. Les principaux éléments appuyant cette thèse sont :
- les propos du chauffeur : « ce sont des avions allemands », Doriot, qui connaissait les silhouettes des différents avions, ne se serait d'ailleurs pas inquiété ;
- l'absence d'informations des autorités américaines ou britanniques sur un mitraillage dans cette zone à ce moment ;
- l'attitude des services allemands avec des incohérences dans l'enquête du SD de Sigmaringen parlant d'une attaque de Mosquito à 12 h 30 alors que la fin de l'alerte aérienne avait été donnée à Mainau et à Mengen à 11 h 32[49].

De plus, Simon Sabiani, un des premiers s'étant rendus sur les lieux, dit y avoir trouvé le docteur Kreuz, un des chefs de l'Amt IV E3, dépendant d'Heinrich Müller, ayant dans ses mains la serviette de Doriot.
Marie Chaix, qui laisse entendre, mais sans l'affirmer, l'assassinat de Doriot, avance pour cela le « retournement » de son père Albert Beugras par les services de renseignements français de la France libérée.
On parle également d'un accord : les PPF de France se seraient ralliés à la Résistance anticommuniste.
Autre terrain favorable aux rumeurs sur un assassinat : les multiples conflits et intrigues qui se déroulaient à Sigmaringen, lieu de refuge des collaborateurs français et siège de la Commission gouvernementale, le successeur « légal » et en exil du gouvernement de Vichy mais sans pouvoir réel, pas même sur les Français d'Allemagne. S'y ajoutaient les rivalités entre différents services allemands et les menées du PPF — le Comité de libération française dirigé par Doriot supplantait en partie la commission gouvernementale auprès des Allemands.
On a supposé, mais sans preuves, que Fernand de Brinon, qui dirigeait la Commission, aurait pris contact avec le général Giraud pour le pousser à mener un mouvement contre de Gaulle et le Parti communiste.
Mais s'il s'agissait d'un assassinat par les Allemands, se poserait alors la question de savoir qui en aurait donné l'ordre. Maurice Yves-Sicard et Marie Chaix désignent Heinrich Himmler, tandis qu'André Brissaud penche, lui, pour Martin Bormann.
Himmler a toujours soutenu Doriot, et au moment de l'attaque il dirige les troupes SS sur le front de la Vistule face aux Soviétiques, Doriot est donc alors sans doute loin de ses préoccupations. Quant à Bormann, il aurait ainsi voulu se venger de Bürckel, Gauleiter du Palatinat, protecteur et ami de Doriot, de Ribbentrop et de Goebbels. Toutefois, cette vision semble accorder trop d'importance à Doriot, surtout à ce moment de la guerre.
Déat dit dans ses mémoires : « Des bruits ridicules commencent à circuler sur la manière dont Doriot a été tué. Des imaginations délirantes veulent y voir un attentat. On ne sait pas bien par qui il aurait été monté. Il en est pour accuser certains clans allemands, d'autres pour prétendre qu'il n'y aurait jamais eu d'avion et qu'il s'agit d'un assassinat accompli en connaissance de cause […] Mais non c'est beaucoup plus simple. Il suffit de regarder la voiture qu'on a ramenée à Sigmaringen et qui est à droite traversée d'énormes balles. Doriot était justement assis à droite du chauffeur, il est mort instantanément ».
En 1947, durant son procès devant un tribunal militaire, le colonel SS Helmut Knochen, chef du Sipo-SD pour la France, indique que la voiture de Doriot a été mitraillée par des avions britanniques.
Il est aussi à noter la forte présence de chasseurs britanniques et américains dans le ciel allemand le jour du mitraillage, le 22 février. Depuis la veille se déroulait l'opération Clarion, un bombardement massif des installations de transport allemandes par 3 500 bombardiers et 1 500 chasseurs, et cette opération s'étendait très au sud, jusqu'à la région du lac de Constance.
Le seul témoin du mitraillage, la femme qui accompagnait Doriot, ne fut interrogée que par des membres du PPF, et l'historien allemand Eberhard Jäckel constata que cette thèse d'un mitraillage par des avions allemands ne devint publique que lors des différents procès en France de membres du PPF après guerre, ce qui facilitait leur défense par l'argument d'avoir servi un chef mort sous les balles allemandes.

## Ouvrages
- L'Armée et la défense du capitalisme, Courbevoie, La Cootypographie/Paris, Librairie de l’Humanité, « Bibliothèque des jeunes communistes », 1924.
- (avec Marcel Cachin), Contre le plan Dawes et la trahison socialiste, pour la reconnaissance des Soviets. Discours prononcés à la Chambre des députés, les 22 et 23 août 1924, préface de Paul Marion, Paris, Parti communiste français (S.F.I.C.), « Les Cahiers du militant », 1924.
- Le Militarisme français à l'œuvre au Maroc. Un document sensationnel, Paris, Librairie de l’Humanité, 1925.
- (avec Marcel Cachin), Pour la défense de l'Union soviétique. Discours de Marcel Cachin à la Chambre des députés, séance du 6 novembre 1930. Contre le plan Young et les traités d'esclavage. Discours de J. Doriot à la Chambre des députés, séance du 13 novembre 1930, Paris, Bureaux d’éditions, « Le Parti communiste et la politique étrangère », 1930.
- La Syrie aux Syriens ! Discours prononcé par Doriot, à la Chambre des députés, le 20 décembre 1925, Paris, Georges Daugon-Librairie de l’Humanité, 1926.
- Les Colonies et le Communisme, Paris, Montaigne-Aubier, 1929.
- Les Communistes et le Chômage, Paris, Bureau d’éditions, 1932.
- Tu veux la paix, ouvrier socialiste, Paris, Bureau d’éditions, 1932.
- Journée de sept heures avec salaire de huit heures, Paris, Bureau d’éditions, 1932.
- Les Soviets veulent la paix. Discours prononcé à la Chambre des députés le 17 mai 1933, préface de Marcel Cachin, Paris, Les Publications révolutionnaires, 1933.
- La France ne sera pas un pays d'esclaves, Paris, Les Œuvres françaises, 1936.
- Toutes les preuves. C'est Moscou qui paie, Paris, Flammarion, 1937.
- Le Front de la Liberté face au communisme, Paris, Flammarion, 1937.
- « Préface », Paul Guitard, La France retrouvée, Paris, Les Œuvres françaises, 1937.
- « Préface », Simon Sabiani, Colère du peuple, Paris, Les Œuvres françaises, 1937.
- La France avec nous !, Paris, Flammarion, 1937 ( Lire en ligne ).
- Refaire la France, Paris, Grasset, 1938.
- L'Agonie du communisme. Discours prononcé à Lyon le 22 juin 1941 [au Congrès du Parti populaire français], Paris, Imprimerie Curial-Archereau, 1941.
- Je suis un homme du Maréchal, Paris, Grasset, 1941.
- La Légion des volontaires français contre le bolchevisme au combat. Discours prononcé le 1er février 1942 au Palais des sports, Paris, Imprimerie du P.P.F., 1942.
- La France est Gaulliste ? Non ! Regardez…, Paris, Bureau central de Presse du P.P.F., 1942.
- Le Mouvement et les hommes, Paris, Éditions de France, « Les Temps nouveaux », 1942.
- Réalités, Paris, Éditions de France, « Les Temps nouveaux », 1942.
- Le Destin français, Paris, Imprimerie du P.P.F., 1944.
- « Préface », Le Code du travail et la Défense des jeunes ouvriers, Paris, sans date.
- « Préface », Les Communistes de Saint-Denis et les événements du 6 au 12 février, Paris, sans date.
- Guerre et révolution en Espagne, Nantes, Éditions Ars Magna, coll. « Le Devoir de mémoire », 2023.

Périodiques
- Le Cri du peuple (1940-1944). Quotidien de Paris. Directeur : Jacques Doriot ; rédacteur en chef : Henri Lèbre.

#### Études historiques
- Jean-Paul Brunet, « Un fascisme français : le Parti populaire français de Doriot (1936-1939) », Revue française de science politique, Paris, Presses de la Fondation nationale des sciences politiques, vol. 33, no 2,‎ avril 1983, p. 255-280 (ISSN 0035-2950, lire en ligne).
- Jean-Paul Brunet, « Le P.P.F. et la notion de puissance nationale (1936-1939) », Revue d'histoire moderne et contemporaine, t. XXXI,‎ octobre-décembre 1984, p. 666-674 (lire en ligne).
- Jean-Paul Brunet, Jacques Doriot : du communisme au fascisme, Paris, Balland, 1986, 562 p. (ISBN 2-7158-0561-6, présentation en ligne), [présentation en ligne], [présentation en ligne].
- Philippe Burrin, La Dérive fasciste : Doriot, Déat, Bergery, 1933-1945, Paris, Éditions du Seuil, coll. « Points. Histoire » (no 325), 2015 (1re éd. 1986), 585 p. (ISBN 978-2-02-058923-9 et 2-02-058923-0, présentation en ligne), [présentation en ligne], [présentation en ligne].
- Laurent Kestel, La conversion politique : Doriot, le PPF et la question du fascisme français, Paris, Raisons d'agir, coll. « Cours & travaux », 2012, 232 p. (ISBN 978-2-912107-65-7, présentation en ligne).
- Robert Paxton (trad. Claude Bertrand, préf. Stanley Hoffmann), La France de Vichy – 1940-1944, Paris, Éditions du Seuil, coll. « Points-Histoire », 1997 (réimpr. novembre 1999) (1re éd. 1973), 475 p. (ISBN 978-2-02-039210-5).
- Robert Paxton (trad. de l'anglais par William Olivier Desmond), Le Fascisme en action [« The Anatomy of Fascism »], Paris, Éditions du Seuil, coll. « Points. Histoire » (no H371), 2007, 435 p. (ISBN 978-2-7578-0293-9, présentation en ligne).
- Robert Soucy (trad. de l'anglais par Francine Chase et Jennifer Phillips, préf. Antoine Prost), Fascismes français ? : 1933-1939 : mouvements antidémocratiques [« French Fascism : The Second Wave, 1933-1939 »], Paris, Autrement, coll. « Mémoires » (no 100), 2004, 475 p. (ISBN 2-7467-0452-8, présentation en ligne), [présentation en ligne].
- Michel Winock (dir.), Histoire de l'extrême droite en France, Paris, Éditions du Seuil, coll. « Points. Histoire » (no 186), 2015 (1re éd. 1993), 336 p. (ISBN 978-2-7578-5531-7, présentation en ligne).
- Dieter Wolf (trad. Georgette Chatenet), Doriot, du communisme à la collaboration [« Die Doriot Bewegung »], Paris, Fayard, coll. « Les grandes études contemporaines », 1969, 487 p.

#### Témoignage
- Marie Chaix, Les lauriers du lac de Constance : chronique d'une collaboration/ Marie Chaix., Éditions du Seuil, 1974.

#### Téléfilm
- Joseph Beauregard, Jacques Doriot, le petit Führer français, (Fr., 2018, 60 min)« « Jacques Doriot, le petit Führer français » : la dérive fasciste d’un ancien député communiste », Le Monde.fr,‎ 13 septembre 2018 (lire en ligne, consulté le 28 juin 2020).

#### Ouvrages favorables à Doriot
- Victor Barthélemy, Du communisme au fascisme : l'histoire d'un engagement politique, Paris, A. Michel, 1978, 508 p. (ISBN 978-2-226-00735-3).
- Pierre Drieu la Rochelle, Doriot ou la vie d'un ouvrier français, Éditions du PPF, 1936.
- Bernard-Henri Lejeune, Jacques Doriot et le PPF, 1977 ; rééd. Les Bouquins de Synthèse nationale, octobre 2012.
- Raymond Millet, Doriot et ses compagnons, Paris, Plon, 1937.
- Jean-Claude Valla, Doriot, Grez-sur-Loing, Pardès, coll. « Qui suis-je ? », 2008, 127 p. (ISBN 978-2-86714-413-4).